# Xiphorhynchus lachrymosus
Xiphorhynchus lachrymosus е вид птица от семейство Furnariidae.

## Разпространение
Видът е разпространен в Еквадор, Колумбия, Коста Рика, Никарагуа и Панама.